# Балад (партия)
Ба́лад (араб. التجمع الوطني الدّيمقراطي‎, ивр. בל"ד‎ акроним от Брит Леумит Демократит (ивр. ברית לאומית דמוקרטית‎) «Национальный Демократический Союз») — израильская арабская политическая партия, под руководством Джамаля Захалки. Иногда её называют «Национально-демократический альянс».

## Идеология
«Балад» является политической партией израильских арабов, заявленной целью которой является «борьба за преобразование государства Израиль в демократию для всех граждан, независимо от национальной или этнической принадлежности». «Балад» также требует, чтобы Государство Израиль признало палестинских арабов в качестве национального меньшинства, пользующимися всеми правами, которые приходят с таким статусом, включая самостоятельность в области образования, культуры и средств массовой информации.
Партия поддерживает создание «двух государств для двух народов» на основе границ 1967 года, с тем, чтобы Западный берег реки Иордан, сектор Газа и Восточный Иерусалим представлял бы собой палестинское государство. Партия также поддерживает реализацию Резолюции ООН 194 о праве на возвращение палестинских беженцев.
«Балад» определяет себя как «демократическую прогрессивную национальную партию для палестинских граждан Израиля».
Ряд источников относят её к националистическим партиям.
С момента своего создания, партия «Балад» голосовала против каждого проекта Государственного бюджета Израиля на том основании, что существует дискриминация в отношении арабского населения.

## История
Партия «Балад» была создана и зарегистрирована в качестве политической партии в 1995 году группой молодых израильских арабских интеллектуалов, возглавляемой Азми Бшара. В выборах 1999 года, «Балад» участвовал совместным списком с партией «Тааль» во главе с Ахмадом Тиби. На этих выборах они получили 2 места в кнессете.
В выборах 2006 года «Балад» получил 3 места в кнессете, которые заняли Бшара, Таха, и Захалка. 22 апреля 2007 года, Бшара передал прошение об отставке из кнессета через посольство Израиля в Каире, где он укрылся после полицейского расследования его предполагаемой помощи организации «Хезбалла» во время ливанской войны 2006 года и многие другие уголовные обвинения, включая отмывание денег. Он утверждал, что «укрылся за границей Израиля, потому что он боялся приговора к длительному тюремному заключению и конца своей политической карьеры». Бшара был заменён в кнессете Саидом Нафа.
12 января 2009 года, партия «Балад» была дисквалифицирована с выборов 2009 года Центральной избирательной комиссией, путём открытого голосования 26 голосами против 3, при одном воздержавшемся. Партия «Балад» была дисквалифицирована на том основании, что она не признает государство Израиль, и призывает к вооруженному конфликту с ним. 21 января решение избирательной комиссии было отменено Верховным Судом Израиля. Суд заседал в расширенном составе из девяти судей, 8 из них проголосовали за отмену решения, партия была допущена к выборам, на которых снова получила три места в Кнессете.

## Комментарии по Ирану
Ханин Зоаби, депутат кнессета от партии «Балад», утверждала в марте 2009 года, что партию не беспокоит перспектива Ирана приобрести ядерное оружие. Вместо этого партия предполагает, что ядерный Иран будет выступать в качестве противовеса Израилю. Зоаби также приветствовала растущее влияние Ирана на палестинские дела, заявив, что Иран играет более благотворную роль в регионе, чем Иордания и Египет, поскольку он «более настроен против оккупации, чем многие из арабских стран». Лидер «Балада» Джамаль Захалка утверждает, что в комментариях Зоаби представлен «анализ», а не «политическая позиция», и это не является «поддержкой ядерного оружия в Иране».

## Гимн партии (пока только первый куплет с припевом и без перевода)
اشمخي يا هامُ إنّا للعُلا، من إباءِ النّفسِ نبني المٌقبلا

قسمًا لن تستكيني قسما، إن ملأنا الأفقَ ضادًا عرما

ومعي أهلي وفاءً وانتماء، لا نهونُ لا نهابُ لا نلين

تجمّعي لك السّلامة، واسلمي يا بلادي

إن رمى القهرُ سهامهْ، ألتقيها في فؤادي

واسلمي في كلّ حينْ.. واسلمي في كلّ حينْ..